# Pilotaggio (aeronautica)
Il pilotaggio è la tecnica con cui il pilota fa volare l'aeroplano come desidera. 

## Comandi
Negli aeroplani ci sono essenzialmente tre comandi su cui il pilota può agire per modificare l'assetto, la direzione e la velocità.
- La cloche, o barra di comando, comanda gli alettoni con gli spostamenti laterali e l'equilibratore con gli spostamenti in avanti e indietro. Negli aerei più grandi la cloche è sostituita da un volantino che può essere girato o mandato avanti e indietro.
- La pedaliera comanda il timone. Al contrario dell'automobile, l'aereo ha solo due pedali che agiscono insieme (quando uno viene spinto, l'altro torna indietro).
- La manetta comanda la quantità di miscela aria/carburante fornita ai motori. Il comando della miscela consente di immettere più o meno carburante per ogni volume di aria fornita al motore.

Nell'aereo bisogna tenere presente l'effetto continuato dei comandi. I comandi dell'aereo infatti non agiscono come il volante dell'automobile che deve essere tenuto girato per tutta la durata della curva. Per ogni cambiamento di assetto, come in una virata, occorre impostare una nuova inclinazione, agendo sui comandi e centralizzandoli ottenuta la posizione desiderata, e per riportare l'aereo in volo orizzontale occorre agire in senso opposto sui comandi, e infine centralizzarli nuovamente.

## Movimenti
Per ruotare l'aereo intorno ai tre assi occorre controllare tre movimenti:

Beccheggio

Imbardata

Rollio

- il beccheggio (inclinazione del muso verso l'alto o verso il basso), ottenuto muovendo indietro e avanti la cloche rispettivamente per cabrare o picchiare (alzare o abbassare il muso);
- il rollio è l'inclinazione laterale dell'aereo, e si ottiene muovendo lateralmente la cloche;
- l'imbardata è la rotazione laterale dell'aereo, ed è ottenuta premendo sui pedali.

Le manovre di pilotaggio comportano il controllo simultaneo di più movimenti o comunque l'uso di più comandi. Si dice quindi che necessitano di coordinazione dei comandi.

## Salite e discese
Questa manovra non richiede grande coordinazione, semplicemente cabrando la velocità diminuisce e picchiando aumenta, sia per la resistenza aerodinamica sia per la presenza di componenti della forza di gravità parallele alla traiettoria. Occorre quindi dare più manetta in salita e meno in discesa. In generale, tuttavia, si può dire che in volo la manetta controlla la velocità e la cloche la pendenza.
Durante l'atterraggio, tuttavia, esistono due tecniche di discesa diverse. Nella tecnica più utilizzata su aerei piccoli o durante avvicinamenti a vista, viene ridotta la potenza erogata dal motore  in modo che l'aereo scenda planando, viene impostato un assetto di discesa e viene poi controllata la velocità con piccole variazioni di assetto e la velocità verticale con variazioni nella potenza erogata: per un assetto costante, infatti, aumentando o diminuendo la potenza erogata dal motore, si avrà rispettivamente una riduzione o un aumento del rateo di discesa. 
Durante un avvicinamento strumentale ILS è preferibile invece controllare la velocità d'avanzamento aumentando o riducendo la potenza erogata, e agire con piccole variazioni d'assetto per modificare la velocità verticale. L'utilizzo di questo metodo diventa di vitale importanza soprattutto durante gli avvicinamenti di precisione, in cui si segue un profilo verticale indicato dagli strumenti di bordo, e che richiede un grado di esattezza non raggiungibile se si controllasse la velocità verticale tramite l'erogazione di potenza. 

## Virate
La virata è la manovra nella quale è più importante la coordinazione. Per impostare una virata corretta occorre inclinare l'aereo usando gli alettoni e farlo girare usando il timone, quindi occorre agire sia sulla barra che sui pedali, e agire correttamente in modo da bilanciare con la forza centrifuga la componente orizzontale della portanza (dovuta all'inclinazione) in modo da avere sempre la forza di gravità apparente lungo la verticale dell'aereo, non solo per evitare di rovesciare i bicchieri sui tavolini dei passeggeri, ma anche per allineare l'aereo al vento relativo, ottenendo la minima resistenza.
Occorre inoltre cabrare (alzare l'assetto), aumentando la quantità di portanza prodotta dalle ali, per compensare la riduzione della componente verticale della portanza data dal rollio. Questo effetto diventa particolarmente evidente superando 30° di bank: a 45° gradi la portanza totale deve essere aumentata di 1.41 volte, a 60° deve essere raddoppiata rispetto alla condizione di volo livellato affinché la componente verticale continui a sostenere l'aeroplano senza che perda quota. Una volta impostato l'assetto di virata occorre centralizzare i comandi, e l'aereo procede da solo. Se si rimane con i comandi verso un lato, l'aeromobile si capovolge. Questo è ciò che viene fatto per entrare in volo rovescio o, ad esempio, durante un tonneau.
Per coordinare pedali e barra c'è uno strumento apposito, detto sbandometro o pallina, che consiste di una sfera in un tubo curvo (come una scodella) e indica dove è rivolta la forza di gravità apparente. Se la pallina cade all'interno della virata si è in scivolata (l'aeromobile si sposta lateralmente verso l'interno della virata); occorre imbardare maggiormente ("dare più piede") per avere più forza centrifuga. Se la pallina viene spinta verso l'esterno si è in derapata (l'aeromobile si sposta lateralmente verso l'esterno della virata); occorre dare meno piede per avere meno forza centrifuga. Questo si riassume nella regola "il piede scaccia la pallina", pallina che va tenuta sempre al centro. Negli alianti è presente anche un filo di lana, attaccato all'esterno della capottina, il quale indica la stessa cosa della pallina, ma in modo opposto: quindi, "il piede richiama il filo di lana".
Delle due situazioni descritte, la scivolata, o scivolata d'ala, è sicura e consente di perdere quota rapidamente, mentre la derapata deve essere assolutamente evitata perché può portare l'aereo in vite.
Il timone e gli alettoni, poi, hanno degli effetti secondari: il rollio indotto nel timone e l'imbardata inversa negli alettoni:
- quando si dà timone, l'ala esterna al senso di rotazione tende ad alzarsi perché va più veloce di quella interna e quindi genera più portanza, quindi l'aereo si inclina nel verso della virata.
- quando si muovono gli alettoni per inclinare l'aereo da una parte, l'alettone che alza l'ala esterna genera più portanza e quindi più resistenza, facendo imbardare l'aereo leggermente dalla parte opposta.

A causa di questi effetti secondari, durante una virata i comandi non devono essere esattamente in centro, ma il timone va spostato leggermente verso l'interno (pedale destro per una virata a destra, e viceversa) per contrastare l'imbardata inversa, mentre l'alettone va mantenuto nella direzione della virata per contrastare il rollio indotto.
Negli aeromobili a motore l'effetto dell'elica non deve essere sottovalutato: nella virata a sinistra, dando motore l'elica fa alzare il muso, mentre togliendo motore lo lascia scendere. Al contrario, nella virata a destra, dando motore si abbassa il muso, e viceversa. Per questa ragione, nella maggior parte degli aeroporti i circuiti sono solitamente percorsi con virate a sinistra; questo evita la leggera picchiata che si avrebbe se, nel corso di una virata a destra, il pilota si accorgesse di essere troppo in basso e desse motore.

## Volo rettilineo o livellato
Al fine di facilitare il volo rettilineo, gli aerei hanno un dispositivo particolare detto trim che consente di lasciare i comandi anche per periodi prolungati (in aria calma). I trim sono alette regolabili dal pilota poste sul bordo delle superfici di comando, che le tengono nella posizione richiesta senza fare sforzo sui comandi. Questa posizione varia a seconda del centraggio, della velocità e della posizione dei flap, e deve quindi essere regolata per ogni cambiamento di assetto.

## Differenze nel pilotaggio degli alianti
La mancanza del motore determina alcune differenze nel pilotaggio degli alianti rispetto agli aerei a motore, ma i tre comandi principali agiscono nello stesso modo.

### Decollo
Il decollo può avvenire trainato da un aereo o trainato da un verricello a terra.
- Nel caso di traino aereo l'aliante è attaccato ad una corda lunga di lunghezza variabile (solitamente dai 30 ai 50 m). Una persona tiene l'ala dell'aliante sollevata per qualche metro poi una volta che l'aereo e l'aliante prendono velocità, il pilota può mantenere l'equilibrio. L'aliante decolla prima, ma non deve alzarsi troppo, altrimenti alza la coda all'aereo con ovvie conseguenze. La tecnica giusta è di mantenersi a circa mezzo metro dal terreno fino a che non si è nella fase aria-aria. Inoltre in caso di vento laterale, nel tratto in cui l'aliante è sollevato e l'aereo no, l'aliante deve compensare l'effetto di deriva disallineandosi alla pista, e riallineandosi all'aereo al momento del decollo di quest'ultimo. Durante il volo a traino il pilota dell'aliante deve mantenere una posizione leggermente al di sopra dell'aereo traino e decisamente al di sopra della scia dell'elica, ma non troppo per non abbattere l'aereo. Lo sgancio avviene su comando del pilota dell'aliante, dopo di che quest'ultimo vira a destra in leggera salita (perdendo la velocità superflua del traino), mentre l'aereo si butta in discesa a sinistra.
- Nel caso di traino al verricello, l'aliante è collegato ad un potente avvolgitore con un cavo lungo quanto la pista stessa. Il cavo viene tirato molto velocemente e l'aliante decolla in due o tre secondi (raggiungendo in quel periodo 90-100 km/h) e poi imposta un assetto di ripida salita. Quando circa metà del cavo è riavvolto l'aliante si trova sulla verticale dell'avvolgitore e si sgancia. Questo metodo consente di raggiungere quote più modeste ed è leggermente più complesso, ma ha innegabili vantaggi economici.

### Volo
In volo l'aliante scende sempre rispetto all'aria, ma se l'aria sale più veloce di quanto l'aliante scende (in una corrente ascensionale), questo può anche salire.
Per quanto riguarda il pilotaggio, occorre particolare attenzione a mantenere costante la velocità per non rischiare lo stallo. Al contempo bisogna stare attenti a non andare neanche troppo veloce perdendo troppa quota. Il volo rettilineo è semplificato dal fatto che l'aliante, non avendo l'elica, è perfettamente simmetrico, quindi al contrario dell'aereo va dritto.

### Atterraggio
L'atterraggio differisce dagli aeroplani a motore poiché non è possibile "riattaccare" (rinunciare all'atterraggio riguadagnando quota mediante il sistema propulsivo) e il circuito viene eseguito sempre sopra la glide slope dettata dall'efficienza dell'ala utilizzando poi dei freni aerodinamici ("diruttori") durante il finale per incrementare il rateo di discesa.
È oltretutto sempre necessario durante il volo avere quota sufficiente per arrivare in un luogo adatto ad atterrare (anche solo un prato) nel caso venissero meno le correnti ascensionali.